# Mehmed Emin Aali
Mehmed Emin Aali Paxá, também escrito como Mehmed Emin Âli (em turco:  Mehmed Emin Âli Paşa; Istambul, 5 de março de 1815 — Istambul, 7 de setembro de 1871), foi um proeminente estadista otomano durante o período Tanzimat, mais conhecido como o arquiteto do Édito da Reforma otomana de 1856, e por seu papel na o Tratado de Paris (1856) que pôs fim à Guerra da Crimeia. Aali Paxá foi amplamente considerado como um estadista hábil e capaz, e muitas vezes creditado com a prevenção de um colapso precoce do império.
Aali Paxá defendeu um estilo ocidental de reforma para modernizar o império, incluindo a secularização do Estado e melhorias nas liberdades civis. Trabalhou para pacificar os movimentos nacionalistas e, ao mesmo tempo, afastar os agressores estrangeiros que tentavam enfraquecer o controle otomano. Ele defendeu um nacionalismo otomano que substituiria diversas lealdades étnicas e religiosas.
De origens humildes como filho de um porteiro, Aali Paxá ascendeu na hierarquia do Estado otomano e tornou-se ministro das Relações Exteriores por um curto período em 1840 e novamente em 1846. Ele se tornou grão-vizir por alguns meses em 1852, então novamente ministro das Relações Exteriores em 1854. Entre 1855 e 1871 alternou entre os dois cargos, chegando a ocupar o cargo de ministro das Relações Exteriores sete vezes e grão-vizir cinco vezes em sua vida. Foi agraciado com a Ordem da Águia Vermelha, 1.ª Classe (para os não cristãos) em 1851.

## Juventude
Mehmed Emin Aali nasceu em 5 de março de 1815, em Istambul, em uma casa de meios modestos. Nasceu filho de um lojista, sem educação formal, exceto três anos de escola primária. Foi na escola primária que Emin Aali aprendeu a ler e escrever, além de memorizar algumas suras do Alcorão. No entanto, Aali continuou a se educar, inclusive aprendendo francês. Iniciou sua longa carreira no serviço público aos 14 anos como funcionário do conselho imperial. No ano seguinte, Aali foi transferido para o departamento de registros do Conselho Imperial. Mais uma vez, Aali foi transferido um ano depois, desta vez para o Gabinete de Tradução.

## Gabinete de Tradução
O Gabinete de Tradução (em turco:  Tercüme Odası) foi criado em resposta à independência grega. Isso se deveu ao fato de que, antes da independência grega, muitos gregos atuavam como tradutores nos negócios do governo. Consequentemente, a revolta grega pela independência resultou em um êxodo dos tradutores gregos que trabalhavam para o governo e deixou uma demanda por tradutores. Além disso, assuntos internos, incluindo a derrota dos exércitos otomanos nas mãos dos egípcios e o Tratado de Hünkâr İskelesi com os russos, a diplomacia tornou-se mais importante. Esses desenvolvimentos não apenas levaram ao crescimento dentro do Gabinete de Tradução, mas também a um maior escrutínio do Gabinete de Tradução e aumento dos salários. O trabalho, no entanto, não apenas melhorou a vida de Aali; também impactou suas políticas futuras. Por exemplo, Aali e outros do Gabinete de Tradução, como o futuro sócio de Aali na reforma, Mehmed Fuad Paxá, obtiveram a experiência necessária no mundo da diplomacia através do trabalho de tradução nesse mesmo campo. Essa exposição ao domínio diplomático distanciou Mehmed Emin Aali dos valores da sociedade otomana tradicional e, ao mesmo tempo, desenvolveu dentro dele os valores de um burocrata racional.

## Mustafá Rashid Paxá
Em 1835, Aali foi nomeado segundo secretário da Embaixada em Viena, onde estudou a organização do Império Austríaco. Alguns anos depois, Aali se viu como conselheiro de Mustafá Rashid Paxá. Embora Rashid Paxá fosse apenas embaixador da Corte de São Tiago, mais conhecida como corte real da Grã-Bretanha, ele seria nomeado grão-vizir em 1839 e iniciou um período de reforma no Império Otomano, conhecido como Reforma Tanzimat. Mustafá deixou Aali no comando enquanto ele voltava para o Império Otomano para assumir sua posição como grão-vizir. Este desenvolvimento posteriormente levaria Aali a ser nomeado embaixador oficial e ele continuaria a subir cada vez mais alto na careira política.

## Guerra da Crimeia
Em 1854, durante a Guerra da Crimeia, Aali foi chamado de volta da aposentadoria para assumir a pasta das Relações Exteriores pela segunda vez sob o governo de Rashid Paxá e, nessa função, participou em 1855 da conferência de Viena. Em 1855, tornou-se novamente grão-vizir por um ano, cargo que ocupou nada menos que cinco vezes; nessa função representou a Porta no Congresso de Paris em 1856 e assinou o tratado de paz que pôs fim à Guerra da Crimeia.

## Aali Paxá como embaixador

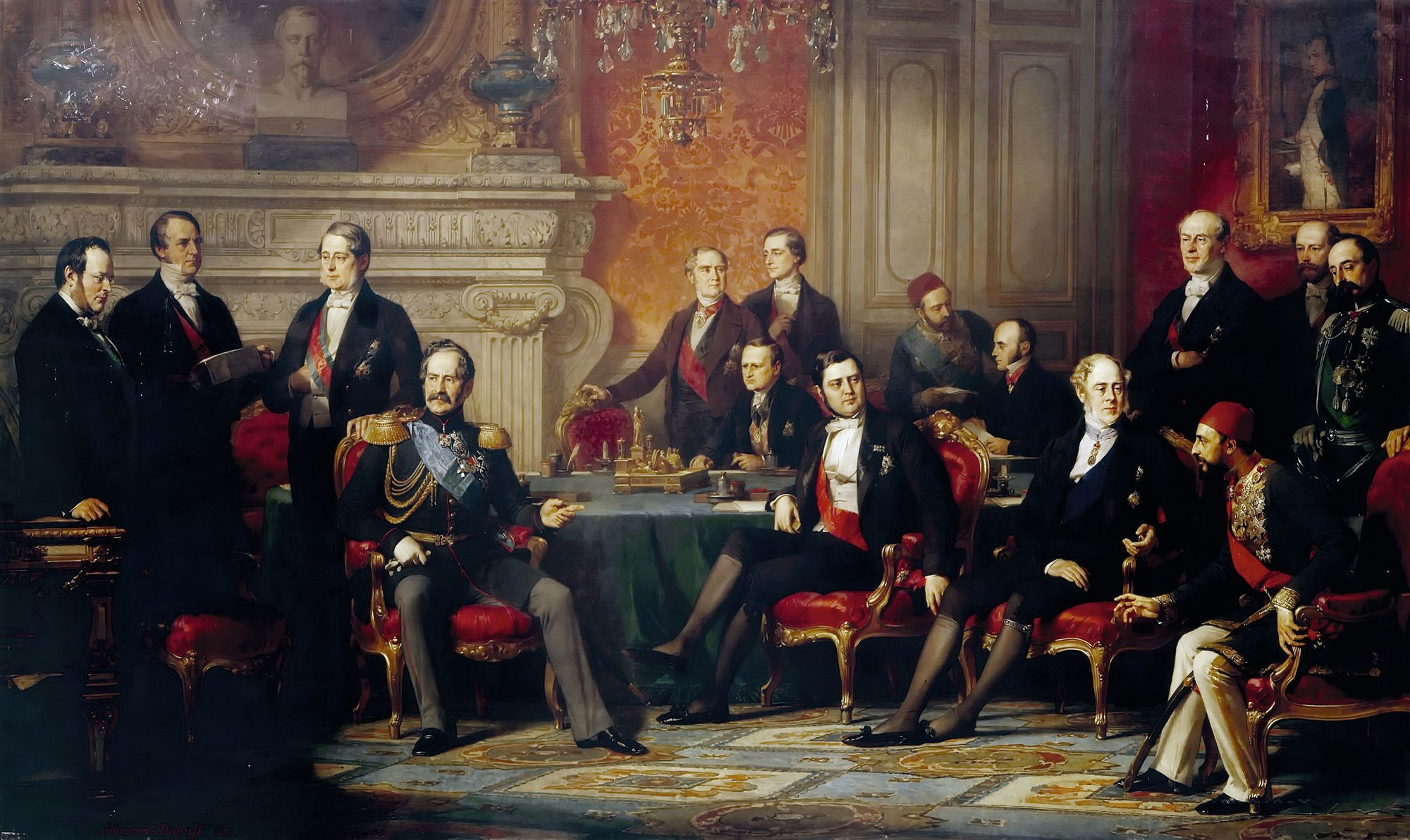
Mehmed Emin Aali Paxá (na extrema direita) no Congresso de Paris (1856)

Em 1846, Mehmed Emin Aali Paxá foi nomeado ministro das Relações Exteriores no governo de Mustafá Paxá, o que não era surpresa, dada sua habilidade bem afiada na diplomacia. O sultão Abdulazize, que muitas vezes entrou em conflito com Aali Paxá sobre os poderes do grão-vizir, admitiu que não poderia substituir um homem tão reconhecido na Europa. Foi durante seu papel como embaixador que Aali Paxá promoveu a amizade com a Inglaterra e a França, além de incorporar práticas ocidentais ao Império Otomano. Por exemplo, com base em sua experiência no sistema educacional da França, Aali Paxá lançou as bases do prestigioso Liceu de Galatasaray em sua forma moderna, onde crianças de religiões minoritárias seriam ensinadas entre estudantes muçulmanos. Isso foi feito para que as pessoas de outras religiões deixassem de ver os turcos como inimigos. As responsabilidades e o reconhecimento de Aali Paxá aumentaram ainda mais quando ele foi escolhido como delegado principal para as negociações de paz, ao mesmo tempo em que foi nomeado grão-vizir novamente no Congresso de Viena de 1855, após a guerra da Crimeia. Foi lá que ele formatou um acordo de paz que incluía o Império Otomano no Concerto da Europa, um equilíbrio de poder entre as nações europeias, e que as demais potências do Concerto da Europa respeitariam os territórios do Império Otomano e sua independência. Posteriormente, foi um pouco alterado e incorporado ao artigo sete do tratado de Paris de 1856.

## Édito de 1856

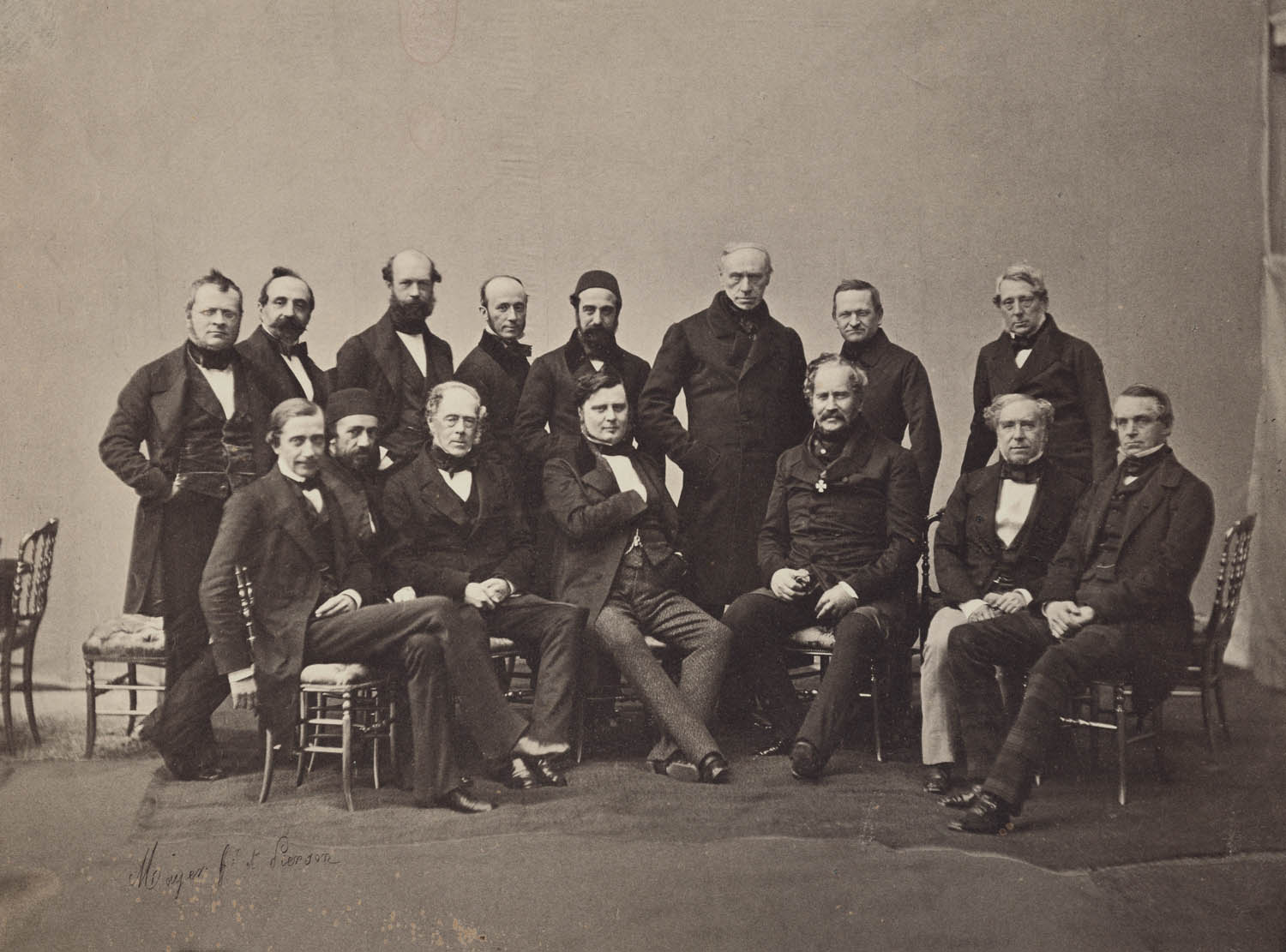
Participantes do Congresso de Paris, 1856

Embora a intervenção da Inglaterra, França e Sardenha na Guerra da Crimeia, além do Tratado de Paris em 1856, tenha salvado o Império Otomano da Rússia, o Império Otomano agora enfrentava a pressão externa de seus salvadores para tratar todos os seus cidadãos igualmente, independentemente de religião. Em resposta, o grão-vizir Aali Paxá formulou o decreto de reforma Hatt-i Humayun de 1856. Este prometia igualdade a todos perante a lei, abria cargos civis a todos os súditos, garantia a segurança da vida e da propriedade dos não muçulmanos e prometia que não seria forçado a mudar de religião. Como resultado, houve um aumento de missionários cristãos no Império Otomano. Isso criou uma preocupação de que os muçulmanos se convertessem ao cristianismo e saíssem do serviço militar. Em resposta a esse medo, o Império Otomano acabou fazendo uma política de que a conversão não seria permitida. Em suma, os convertidos ao cristianismo poderiam ser presos e punidos. As novas liberdades também eram impopulares entre alguns membros não muçulmanos da população otomana. Os súditos cristãos, por exemplo, ficaram zangados por serem colocados no mesmo nível que os judeus.

## Aali Paxá contra a oposição
Aali Paxá constantemente lutou contra o sultão pelos poderes do grão-vizir durante seu tempo no cargo. Ele não apenas insistiu que o sultão se submetesse a ele para nomeações ministeriais, mas também secretários e até atendentes. Aali Paxá também era conhecido por remover aqueles com quem discordava politicamente, como os Jovens Otomanos. Os Jovens Otomanos discordavam veementemente com a reforma Tanzimat e viram-na como um acordo com as exigências da Europa às custas da xaria. Aali Paxá, por outro lado, queria a fusão de todos os súditos, proporcionando oportunidades iguais na educação e nos cargos públicos, com o resultado final de que os cristãos não mais se vissem oprimidos pelo Estado otomano, levando, portanto, a um império mais estável. Essa ideia de fusão de cidadãos otomanos era conhecida como Otomanismo e os Jovens Otomanos não compartilhavam dessa visão, expressando suas opiniões através de mídias como jornais. Embora as táticas de oposição dos Jovens Otomanos estivessem dentro dos limites da censura de Istambul, Aali Paxá fechou seus jornais e os baniu.

## Morte e legado

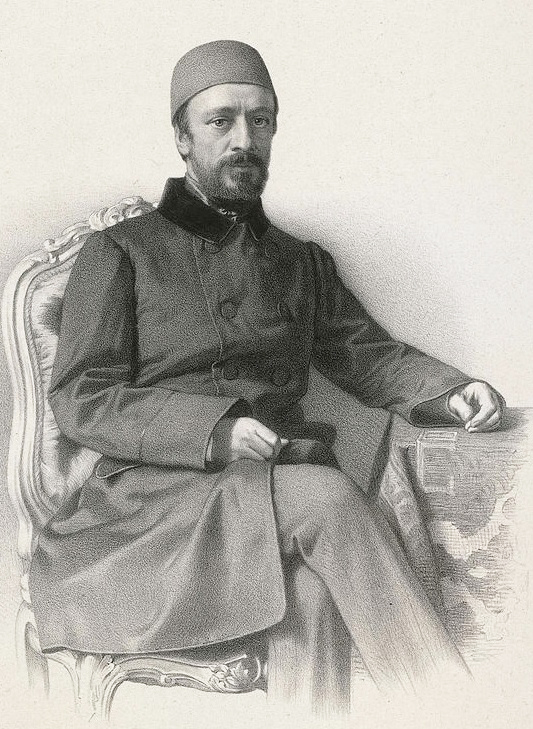
Retrato de Mehmed Emin Aali Paxá por Pierre-Louis Pierson

Seu amigo íntimo e colega reformador da Tanzimat foi Mehmed Fuad Paxá, que morreu em 1869 como ministro das Relações Exteriores em exercício. Após sua morte, Aali Paxá assumiu os papéis de ministro das Relações Exteriores e primeiro-ministro (grão-vizir). De luto pela morte de Fuad Paxá, e com o estresse adicional de decretar reformas por si mesmo, a saúde de Aali Paxá começou a se deteriorar. Ele contraiu tuberculose e morreu em 7 de setembro de 1871 após três meses de doença, com a idade de 56 anos.
Em resposta à sua morte, os Jovens Otomanos voltaram do exílio, na esperança de encontrar um governo mais alinhado com seus ideais. O período Tanzimat foi encerrado. O novo vizir, Mahmud Nedim Paxá, era um defensor do absolutismo do sultão, e a única coisa que ele compartilhava com os Jovens Otomanos era a crença de um caráter islâmico do Império Otomano.
Em 1910, foi publicado um testamento político do falecido Aali Paxá. O documento foi escrito em 1871, pouco antes de sua morte, e foi endereçado ao sultão Abdulazize. Nele, ele relata suas realizações como manter o Império Otomano intacto, melhorar a burocracia, lidar com revoltas com pequenas concessões, iniciar a construção de ferrovias e o apaziguamento das potências europeias. Ele também menciona algumas falhas de sua parte, como o sistema tributário inadequado, e passa a dar conselhos ao sultão para o futuro. Tal conselho inclui manter a liberdade religiosa, aceitar não muçulmanos nas forças armadas e no serviço público, e melhorar o sistema tributário empregando empresas controladas para coletar impostos. No entanto, pesquisas posteriores lançaram sérias dúvidas sobre a precisão e autenticidade do testamento. Aydogdu mostrou que o testamento foi recebido como uma farsa quando foi publicado pela primeira vez em um jornal em 1871 após a morte de Aali Paxá e não foi defendido por nenhum dos herdeiros do Paxá.